# Humblotia
Humblotia is een geslacht van zangvogels uit de familie vliegenvangers (Muscicapidae). Dit geslacht en de enige soort in dit geslacht zijn als eerbetoon vernoemd naar de Franse natuuronderzoeker (plant- en dierkundige) Léon Humblot (1852 -1914).

## Soorten
Het geslacht kent de volgende soort:
- Humblotia flavirostris – Humblots vliegenvanger